# 包森多夫
包森多夫是德国莱茵兰-普法尔茨州的一个市镇。总面积11.86平方公里，总人口1261人，其中男性620人，女性641人（2011年12月31日），人口密度106人/平方公里。